# Katerína Gógou
Katerína Gógou (grec moderne : Κατερίνα Γώγου), née le 1er juin 1940 et morte le 3 octobre 1993, est une poétesse grecque, autrice et actrice. Avant son suicide par overdose de pilule à l'âge de 53 ans, Katerína Gógou est apparue dans plus de trente films grecs.

## Biographie
Katerína Gógou est née à Athènes, en Grèce. Au début de son enfance, elle connait l'occupation de la Grèce par l'Axe qui début en 1941. Elle étudie le théâtre à l'école Takis Mouzenidis et la danse à la Koula Pratsika High School.
Elle fait ses débuts dans le cinéma grec pendant « l'âge d'or » de celui-ci, qui précède des années de censures. Elle est récipiendaire de deux prix lors du Festival international du film de Thessalonique dont un pour son rôle dans Et la femme craindra son mari.
L'un de ses livres, Three Clicks Left, est traduit en anglais en 1983 par Jack Hirschman et est publié par Night Horn Books à San Franciscoet également en turc en 2018 par Mahir Ergun et publié par Belge Yayinlari à Istanbul. Le titre grec est Τρία κλικ αριστερά ; il est publié pour la première fois par Kastaniotis en 1978 et est vendu à plus de 40 000 exemplaires en Grèce.
Le 6 octobre 1993, elle est découverte inconsciente chez elle à Metaxourgeío et emmenée à l'hôpital où elle est déclarée morte. Il s'avère qu'elle se suicide avec une mélange d'alcool et de médicaments.

## Filmographie sélectionnée
- 1959 : Qui aime bien châtie bien : Lazarou
- 1961 : Loi 4000 : Kleo
- 1965 : Et la femme craindra son mari : Pagona
- 1971 : Qu'as-tu fait pendant la guerre, Thanasi ? : Froso Karathanasi